# Nehir – A szerelem arcai
A Nehir – A szerelem arcai (eredeti cím: Baraj) egy török televíziós sorozat, melynek főszereplői Feyyaz Duman, Biran Damla Yılmaz és Burak Yörük.
Törökországban 2020. március 17-től 2021. május 11-ig sugározta a Fox TV, Magyarországon 2021. szeptember 6-ától 2022. február 3-ig sugározta az Izaura TV. A sorozat az 1977-es Baraj című film alapján készült.

## Történet
Nehir, a szomorú sorsú, árvaként felnőtt lány igen érdekes munkát végez: pénzt csal ki gazdag férfiak zsebéből, melyhez bajtársai is akadnak. Nehir megismerkedik egy titokzatos férfivel, Nazimmal az interneten, akivel egyre szimpatikusabbak egymásnak. Nehir úgy dönt, elküldi a férfinek a fotóját, Nazim viszont nem meri felfedni önmagát az arcán lévő sebhely miatt.

## Szereplők és magyar hangjaik
| Szereplő neve     | Színész(nő)              | Magyar hang      |
| ----------------- | ------------------------ | ---------------- |
| Nazım Güney       | Feyyaz Duman             | Zöld Csaba       |
| Nehir Aksu/Yağmur | Biran Damla Yılmaz       | Gyöngy Zsuzsanna |
| Tarık Yılmaz      | Burak Yörük              | Timon Barna      |
| Bahar Polat       | Gizem Karaca             | Kelemen Kata     |
| Zerrin            | Sumru Yavrucuk           | Kovács Nóra      |
| Zahra             | İman Casablanca          | Csifó Dorina     |
| İbrahim           | Batuhan Bozkurt Yüzgüleç | Hajdu Tibor      |
| Mert              | Toprak Kıvılcım          | Pék Ádám         |
| Pele              | Taygun Sungar            | Makray Gábor     |
| Meryem            | Kübra Dilara Çelen       | Laudon Andrea    |
| Halil/Halit       | Şamil Kafkas             | Gyurin Zsolt     |
| Azra              | Pınar Akın               |                  |
| Demir             | Ozan Güçlü               |                  |
| Tülay             | Sabriye Kara             |                  |
| Hakan             | Koray Şahinbaş           | Epres Attila     |
| Fulya             | İrem Tuncer              |                  |
| Ayşe              | Hira Su Yıldız           | Bak Julianna     |
| Nermin            | Nezaket Erden            | Dobó Enikő       |
| Kemal             | Rana Cabbar              | Kajtár Róbert    |
| Yaşar             | İhsan İlhan              | Papucsek Vilmos  |
| İsmet             | Mesut Yılmaz             | Harmath Imre     |
| Ahmet             | Birkan Akyol             |                  |
| Ekrem             | Tuna Orhan               | Harcsik Róbert   |
| Orhan             | Sait Genay               | Forgács Gábor    |

## Évados áttekintés
| Évad | Évad | Török epizódok száma | Magyar epizódok száma | Eredeti sugárzás  | Eredeti sugárzás | Eredeti sugárzás | Magyar sugárzás     | Magyar sugárzás  | Magyar sugárzás |
| Évad | Évad | Török epizódok száma | Magyar epizódok száma | Évadpremier       | Évadfinálé       | Eredeti adó      | Évadpremier         | Évadfinálé       | Magyar adó      |
| ---- | ---- | -------------------- | --------------------- | ----------------- | ---------------- | ---------------- | ------------------- | ---------------- | --------------- |
|      | 1.   | 39                   | 102                   | 2020. március 17. | 2021. május 11.  |                  | 2021. szeptember 6. | 2022. február 3. |                 |